# Luiz Cavalcante

Luiz Cavalcante

Luiz de Souza Cavalcante (* 18. Juni 1913 in Rio Largo, Alagoas; † 30. September 2002 in Brasília) war ein brasilianischer Offizier und Politiker.

## Leben
Luiz de Souza Cavalcante, Sohn von Morais Cavalcante und Maria de Souza Cavalcante, besuchte die Grundschule Escola Torquato Cabral in Capela sowie das Gymnasium Colégio Piedade in Rio de Janeiro. Im Anschluss trat er 1930 in das Heer (Exército Brasileiro) der Streitkräfte (Forças Armadas do Brasil) ein und wurde 1934 zum Feldwebel (Sargento) befördert. Er absolvierte zwischen 1937 und 1939 eine Offiziersausbildung an der Escola Militar in Realengo, einer Vorstadt von Rio de Janeiro, und wurde 1940 zum Leutnant (Segundo-tenente) sowie 1942 zum Oberleutnant (Primeiro-tenente) befördert. Nach seiner Beförderung zum Hauptmann (Capitão) absolvierte er zwischen 1946 und 1949 ein Studium an der Technischen Schule der Streitkräfte (Escola Técnica do Exército) und schloss dieses als Ingenieur ab. 1951 wurde er zum Major befördert und war danach während der Amtszeit von Gouverneur Arnon de Mello von 1951 bis 1954 Direktor der Straßenkommission (Comissão de Estradas) des Bundesstaats Alagoas.
1959 wurde Cavalcante für die Nationale Demokratische Union UDN (União Democrática Nacional) Mitglied der Abgeordnetenkammer (Câmara dos Deputados) und gehörte dieser als Vertreter des Bundesstaates Alagoas bis 1961 an. Während seiner Parlamentszugehörigkeit war er zwischen 1959 und 1960 Vizepräsident sowie anschließen von 1960 bis 1961 Mitglied des Redaktionsausschusses. 1960 wurde er zum Oberst (Coronel) befördert. Am 31. Januar 1961 legte er sein Abgeordnetenmandat nieder und übernahm als Nachfolger von Sebastião Marinho Muniz Falcão den Posten als Gouverneur des Bundesstaates Alagoas. Er bekleidete dieses Amt bis zum 31. Januar 1966 und wurde daraufhin von João José Batista Tubino abgelöst. 1967 wurde er als Mitglied der Nationalen Erneuerungsallianz ARENA (Aliança Renovadora Nacional) abermals Mitglied der Abgeordnetenkammer und gehörte dieser als Vertreter von Alagoas bis 1971 an. Während dieser Legislaturperiode war er zwischen 1967 und 1970 Mitglied des Ständigen Ausschusses für nationale Sicherheit und wurde zum Brigadegeneral (General-de-brigada) befördert.
1971 wurde Luiz Cavalcante für die ARENA Mitglied des Bundessenats (Senado Federal) und gehörte diesem nach seiner Wiederwahl 1979 als Vertreter von Alagoas bis 1987 an. 

## Veröffentlichungen
- Alagoas, 1962, 1963